# Lorenzo Venuti
Lorenzo Venuti, né le 12 avril 1995 à Montevarchi en Italie, est un footballeur italien, qui joue au poste d'arrière droit à la Sampdoria.

## Biographie

### En club
Né à Montevarchi en Italie, Lorenzo Venuti est formé par l'ACF Fiorentina. Le 30 juillet 2014, il est prêté pour une saison au Delfino Pescara. Mais le joueur ne fait finalement aucun match avec l'équipe première, et se contente de jouer pour la Primavera.
Le 16 juillet 2015, Lorenzo Venuti rejoint le Brescia Calcio sous la forme d'un prêt d'une saison. C'est avec ce club qu'il joue son premier match en professionnel, le 2 août 2015, lors d'une rencontre de coupe d'Italie face à l'US Cremonese. Il est titularisé et son équipe s'impose après une séance de tirs au but. Venuti fait sa première apparition en Serie B, le 12 septembre 2015, face à l'US Salernitana 1919. Il est titularisé et les deux équipes se neutralisent (2-2 score final).
Le 8 juillet 2016, Lorenzo Venuti est prêté au Benevento Calcio.
Lors de l'été 2019, Venuti est intégré à l'équipe première de l'ACF Fiorentina.
Venuti inscrit son premier but pour la Fiorentina le 28 octobre 2020, à l'occasion d'une rencontre de coupe d'Italie face au Calcio Padoue. Titulaire, il ouvre le score de la tête sur un service de Riccardo Saponara et contribue à la victoire de son équipe (2-1 score final).
Le 14 juillet 2023, Lorenzo Venuti fait son retour à l'US Lecce, il s'y engage cette fois définitivement. Il signe un contrat de deux ans, soit jusqu'en juin 2025, avec une saison supplémentaire en option,.

### En sélection
Lorenzo Venuti représente l'équipe d'Italie des moins de 20 ans entre 2015 et 2016. Il joue quatre matchs avec cette sélection.
Venuti joue son premier match avec l'équipe d'Italie espoirs le 12 août 2015, lors d'un match amical face à la Hongrie. Il entre en jeu à la place d'Andrea Conti et les deux équipes se neutralisent (0-0 score final).